# Raphaël Py
Raphaël Py – francuski strzelec, multimedalista mistrzostw świata.
Był związany z miejscowością Périgueux. Zajął 3. miejsce w strzelaniu z pistoletu wojskowego z 20 m podczas igrzysk olimpijskich w 1900 roku – jest to jednak konkurencja uznana za nieolimpijską.
Podczas swojej kariery Py zdobył 11 medali na mistrzostwach świata, w tym 1 srebrny i 10 brązowych. Jedyne wicemistrzostwo wywalczył w 1901 roku w pistolecie dowolnym z 50 m drużynowo (skład zespołu: Louis Dutfoy, Maurice Faure, Achille Paroche, Raphaël Py, Jules Trinité). Trzykrotnie zdobył brąz indywidualnie w pistolecie dowolnym z 50 m (1901, 1902, 1904) oraz pięciokrotnie w zawodach drużynowych (1902, 1904, 1906, 1907, 1909). Ponadto dwukrotnie stał na trzecim stopniu podium w drużynowych zawodach w karabinie dowolnym w trzech postawach z 300 m (1901, 1904).

## Wyniki

### Medale mistrzostw świata
Opracowano na podstawie materiałów źródłowych:
| Mistrzostwa   | Konkurencja                                     | Wynik                                         | Miejsce |
| ------------- | ----------------------------------------------- | --------------------------------------------- | ------- |
| Lucerna 1901  | Karabin dowolny, trzy postawy, 300 m, drużynowo | 4386 pkt. (druż.) 816 pkt. ind. (322–236–258) |         |
| Lucerna 1901  | Pistolet dowolny, 50 m                          | 432 pkt.                                      |         |
| Lucerna 1901  | Pistolet dowolny, 50 m, drużynowo               | 2082 pkt. (druż.) 432 pkt. (ind.)             |         |
| Rzym 1902     | Pistolet dowolny, 50 m                          | 464 pkt.                                      |         |
| Rzym 1902     | Pistolet dowolny, 50 m, drużynowo               | 2131 pkt. (druż.) 464 pkt. (ind.)             |         |
| Lyon 1904     | Karabin dowolny, trzy postawy, 300 m, drużynowo | 4422 pkt. (druż.) 906 pkt. ind. (311–303–292) |         |
| Lyon 1904     | Pistolet dowolny, 50 m                          | 468 pkt.                                      |         |
| Lyon 1904     | Pistolet dowolny, 50 m, drużynowo               | 2215 pkt. (druż.) 468 pkt. (ind.)             |         |
| Mediolan 1906 | Pistolet dowolny, 50 m, drużynowo               | 2361 pkt. (druż.) 460 pkt. (ind.)             |         |
| Zurych 1907   | Pistolet dowolny, 50 m, drużynowo               | 2367 pkt. (druż.) 455 pkt. (ind.)             |         |
| Hamburg 1909  | Pistolet dowolny, 50 m, drużynowo               | 2388 pkt. (druż.)                             |         |